# José Emídio Tavares Santos
José Emídio Tavares de Almeida Santos conhecido como Zé do Sertão (Poço Verde, 30 de março de 1955) é um professor, químico, fazendeiro e político brasileiro que já exerceu o cargo de deputado estadual na Assembleia Legislativa da Bahia pelo Partido Trabalhista Brasileiro (PTB), quando eleito suplente pelo Partido do Movimento Democrático Brasileiro (PMDB), durante as eleições estaduais de 1990, acabou assumindo o mandato parlamentar entre fevereiro de 1993 a janeiro de 1995.

## Biografia
Nascido no interior de Sergipe, no município de Poço Verde, José Emídio Tavares de Almeida Santos era filho do casal formado por Antônio Emídio Santos e Maria Amélia Tavares. Além de ser sobrinho de Armando de Anjo, político no município baiano de Ribeira do Amparo, onde foi vereador na Câmara Municipal local.
Em Poço Verde, ele cursou o Ensino Primário na Escola Sebastião da Fonseca, onde em 1970 concluiu seus estudos iniciais.
Em seguida, ele se mudou para Aracaju, capital daquele estado, onde foi estudar o Ensino Secundário no Colégio Senhor do Bonfim, onde concluiu seus estudos em 1984. Durante os anos de 1983 a 1984, ele trabalhou como professor da Escola 24 de Outubro e do Colégio Sagrado Coração de Jesus, ambos situados na capital segipana.
Na década de 1980, ele foi aprovado no vestibular para o curso superior de Química na Universidade Federal de Sergipe (UFS), situada na Grande Aracaju, onde em 1988 concluiu sua graduação como químico.
Entre os anos de 1985 e 1986, José Emídio foi professor de química no Colégio Municipal Governador Waldir Pires, situado em Salvador, capital do estado da Bahia, última experiência docente antes de entrar para a política.
Ele se casou com Josefa Naudija Santos Bispo, a "Naudinha", ele teve três filhos: Joana D'Arc Santos (que foi a única da prole que tentou a vida política como "Jane de Zé Sertão", ao ser candidata à vereadora de Heliópolis em 2012 pelo PDT e em 2016 pelo PROS, tendo perdido as eleições em ambas); José Emídio Júnior; e Jeferson Emídio Santos.

## Carreira política
Em 1982, José Emídio Santos se filiou ao Partido do Movimento Democrático Brasileiro (PMDB) e decidiu se candidatar a vereador na Câmara Municipal de Ribeira do Amparo, município do Nordeste da Bahia, buscando ser um representante do distrito de Heliópolis. Contudo, ele perdeu à eleição, sendo que neste mesmo pleito, o seu tio, Armando de Anjo, havia conquistado o mandato de vereador do parlamento municipal de Ribeira do Amparo.
Durante a década de 1980, enquanto era filiado ao PMDB, Zé do Sertão foi o primeiro prefeito eleito do Município de Heliópolis, situado no Nordeste da Bahia, quando o município foi criado em 1985. Ele exerceu a chefia do Poder Executivo municipal entre os anos de 1986 a 1988.
Entre os anos de 1989 a 1991, exerceu cargos públicos no Município de Heliópolis, equivalentes contemporaneamente aos de secretário municipal que foram os de Coordenador de Educação da Prefeitura Municipal de Heliópolis (1989-1990) e de Coordenador do Programa dos Agentes Comunitários de Saúde no Município de Heliópolis (1991).
Veio a ser reeleito novamente prefeito de Heliópolis em 1992, pelo Partido Trabalhista Brasileiro (PTB), porém exerceu este mandato somente até fevereiro de 1993, quando renunciou à chefia do Executivo municipal para assumir ao mandato parlamentar de deputado estadual na Assembleia Legislativa da Bahia (AL-BA).
Na AL-BA, o deputado estadual José Emídio foi membro titular das comissões parlamentares de Agricultura e Política Rural (1993-1994) e de Proteção ao Meio Ambiente (1994).
Em 1994, o então deputado José Emídio foi candidato à reeleição no cargo de deputado estadual na Bahia pelo PTB. Contudo, não obteve êxito e, desde então, não se candidatou mais a cargos de âmbito estadual, circunscrevendo-se a cargos do poder local.
Após perder as eleições municipais de 2000, Zé do Sertão foi eleito novamente prefeito municipal de Heliópolis, em 2004, pelo Partido da Frente Liberal (PFL), porém, não conseguiu ser reeleito em 2008, quando passou a ser filiado ao Partido da Social Democracia Brasileira (PSDB), e nem em 2012, quando filiado ao Partido Democrático Trabalhista (PDT), ficou como suplente de vereador da Câmara Municipal de Heliópolis, não chegando a assumir este cargo.
Em 2013, o Tribunal de Contas dos Municípios da Bahia (TCM) julgou procedente uma denúncia de improbidade administrativa contra José Emídio Tavares de Almeida Santos, por atos praticados durante o seu mandato como prefeito municipal de Heliópolis. O TCM o condenou por irregularidades na construção de quadras poliesportivas e seis salas de aula em povoados e na sede do Município, durante a sua gestão no ano de 2008, a exemplo dos telhados da Escola Municipal Dom Pedro I, localizada no Povoado de Serra dos Correias, e da Escola São Gerônimo, situada no Povoado Viuveira, que desmoronaram completamente, não causando nenhuma tragédia pelo fato do incidente ter ocorrido durante as férias escolares.
Assim, o TCM o condenou a devolver aos cofres públicos o valor de R$ 43.040,71 pela ocorrência de sobrepreços durante a execução das obras pelo Município de Heliópolis, além de pagar uma multa de R$ 10 mil, como sanção administrativa.
Logo, José Emídio Tavares Santos ficou sem exercer mandatos políticos até 2016, quando foi eleito Vice-Prefeito de Heliópolis em 2016, pelo Partido Republicano da Ordem Social (PROS), na chapa do prefeito Ildefonso Andrade Fonseca "Ildinho", do Partido Social Liberal (PSL), quando exerceram a chefia do Poder Executivo de Heliópolis entre 2017 a 2020.
Durante as eleições municipais de 2020, sua mulher, Josefa Naudija Santos Bispo, a "Naudinha", foi eleita Vice-Prefeita de Heliópolis pelo PMDB, tendo exercido o seu mandato entre 2021 a 2024, na chapa do candidato à prefeito José Mendonça Dantas.